# Gerald Schwierske
Gerald Schwierske (* 15. September 1950 in Kyritz) ist ein ehemaliger deutscher Fußballspieler. Für den Ost-Berliner Polizeiklub BFC Dynamo spielte er in den 1970er Jahren in der DDR-Oberliga, der höchsten Spielklasse im DDR-Fußball. Er war mehrfacher Junioren-Nationalspieler.

## Sportliche Laufbahn
Bei der Schulsportgemeinschaft in dem nordbrandenburgischen Dorf Demerthin begann Schwierskes fußballerische Karriere. Als er 1967 in den Kader der DDR-Juniorennationalmannschaft berufen wurde, spielte er bereits für den BFC Dynamo. Für die Juniorenauswahl bestritt Schwierske in den Jahren 1967 und 1968 16 Länderspiele, in denen er acht Tore erzielte. Beim UEFA-Juniorenturnier 1969 gewann er mit der Mannschaft die Silbermedaille. Seine ersten Punktspiele im DDR-weiten Spielbetrieb absolvierte er in der Saison 1969/70 mit der 2. Mannschaft des BFC in der zweitklassigen DDR-Liga, wo er sechsmal zum Einsatz kam. Auch in den folgenden Spielzeiten wurde Schwierske überwiegend beim BFC II aufgeboten. In den zwischen 1969/70 und 1974/75 ausgetragenen 114 DDR-Liga-Spielen kam er 90-mal zum Einsatz und schoss 34 Tore. Seine sechs Treffer 1972/73 reichten ihm zum Torschützenkönig der 2. Mannschaft. In der DDR-Oberliga bestritt er zwischen 1970 und 1974 19 Spiele, in denen er zu neun Toren kam. Er stand zwölfmal in der Startelf, wobei er sowohl im Mittelfeld als auch im Angriff eingesetzt wurde. Seine erfolgreichste Oberligasaison spielte Schwierske 1973/74. Er begann sie am 3. Spieltag mit einem Hattrick, kam am Ende auf acht Einsätze und fünf Tore. Trotzdem spielte er 1974/75 wieder nur in der 2. Mannschaft und wurde anschließend beim BFC entlassen. Er wurde an die Dynamo-Außenstelle SG Dynamo Fürstenwalde abgegeben, wo er in der Spielzeit 1975/76 21 von 22 DDR-Liga-Spielen bestritt und mit zwölf Treffern Torschützenkönig der Fürstenwalder wurde. Zur Saison 1976/77 schloss sich Schwierske der SG Dynamo Süd Berlin an und beendete damit seine Laufbahn im höherklassigen Fußball. Dort hatte er 19 Oberligaspiele bestritten und neun Tore erzielt. In der DDR-Liga war er in 111 Spielen eingesetzt worden und war auf 46 Tore gekommen. Mit Dynamo Süd spielte er zunächst in der viertklassigen Bezirksklasse, stieg mit der Mannschaft aber zum Saisonende in die Bezirksliga Berlin auf. Nach einem kurzfristigen Intermezzo bei der SG Hohenschönhausen schloss er sich im Frühjahr 1979 dem Ost-Berliner Bezirksklassenvertreter SG Dynamo Lichtenberg an. Mit ihm stieg er 1980 ebenfalls in die Bezirksliga auf und beendete 1982 seine Fußballerlaufbahn endgültig.